# Ōza 1953
L'Ōza 1953 è stata la prima edizione del torneo goistico giapponese Ōza.

## Formula
Il torneo si è disputato con la formula del tabellone ad eliminazione di retta. Si è trattato dell'unica edizione in cui la finale è stata in gara secca, a partire dalla successiva edizione la finale si terrà al meglio delle tre partite e dal 1984 al meglio delle cinque.

## Svolgimento
- W indica vittoria col bianco
- B indica vittoria col nero
- X indica la sconfitta
- +R indica che la partita si è conclusa per abbandono
- +N indica lo scarto dei punti a fine partita
- +F indica la vittoria per forfeit
- +T indica la vittoria per timeout
- +? indica una vittoria con scarto sconosciuto
- V indica una vittoria in cui non si conosce scarto e colore del giocatore

|  | Primo turno       | Primo turno       | Primo turno |  |  | Secondo turno    | Secondo turno    | Secondo turno    |   |                 | Semifinali      | Semifinali      | Semifinali |  |  | Finale | Finale | Finale |
|  |                   |                   |             |  |  |                  |                  |                  |   |                 |                 |                 |            |  |  |        |        |        |
|  | Akira Hasegawa    |                   |             |  |  |                  |                  |                  |   |                 |                 |                 |            |  |  |        |        |        |
|  | Tamejiro Suzuki   | Tamejiro Suzuki   | V           |  |  | Tamejiro Suzuki  | Tamejiro Suzuki  |                  |   |                 |                 |                 |            |  |  |        |        |        |
|  | Hideyuki Fujisawa | Hideyuki Fujisawa |             |  |  | Utaro Hashimoto  | Utaro Hashimoto  | B+8,5            |   |                 |                 |                 |            |  |  |        |        |        |
|  | Utaro Hashimoto   | Utaro Hashimoto   | B+R         |  |  |                  |                  |                  |   | Utaro Hashimoto | Utaro Hashimoto | B+R             |            |  |  |        |        |        |
|  | Kaoru Iwamoto     | Kaoru Iwamoto     |             |  |  |                  | Masami Shinohara | Masami Shinohara |   |                 |                 |                 |            |  |  |        |        |        |
|  | Masami Shinohara  | Masami Shinohara  | V           |  |  | Masami Shinohara | Masami Shinohara | W+10,5           |   |                 |                 |                 |            |  |  |        |        |        |
|  | Takeo Kajiwara    | Takeo Kajiwara    | B+R         |  |  | Takeo Kajiwara   | Takeo Kajiwara   |                  |   |                 |                 |                 |            |  |  |        |        |        |
|  | Kaku Takagawa     | Kaku Takagawa     |             |  |  |                  |                  |                  |   |                 | Utaro Hashimoto | Utaro Hashimoto | W+0,5      |  |  |        |        |        |
|  | Senjin Hosokawa   | Senjin Hosokawa   | V           |  |  |                  | Nobuaki Maeda    | Nobuaki Maeda    |   |                 |                 |                 |            |  |  |        |        |        |
|  | Shuyo Miyashita   | Shuyo Miyashita   |             |  |  | Senjin Hosokawa  | Senjin Hosokawa  | B+4,5            |   |                 |                 |                 |            |  |  |        |        |        |
|  | Toshiro Yamabe    | Toshiro Yamabe    |             |  |  | Minoru Kitani    | Minoru Kitani    |                  |   |                 |                 |                 |            |  |  |        |        |        |
|  | Minoru Kitani     | Minoru Kitani     | W+R         |  |  |                  |                  |                  |   | Senjin Hosokawa | Senjin Hosokawa |                 |            |  |  |        |        |        |
|  | Eio Sakata        | Eio Sakata        | V           |  |  |                  | Nobuaki Maeda    | Nobuaki Maeda    | V |                 |                 |                 |            |  |  |        |        |        |
|  | Yutaro Hayashi    | Yutaro Hayashi    |             |  |  | Eio Sakata       | Eio Sakata       |                  |   |                 |                 |                 |            |  |  |        |        |        |
|  | Kensaku Segoe     | Kensaku Segoe     |             |  |  | Nobuaki Maeda    | Nobuaki Maeda    | W+4,5            |   |                 |                 |                 |            |  |  |        |        |        |
|  | Nobuaki Maeda     | Nobuaki Maeda     | V           |  |  |                  |                  |                  |   |                 |                 |                 |            |  |  |        |        |        |